# 八宝镇 (祁阳市)
八宝镇，是中华人民共和国湖南省永州市祁阳市下辖的一个乡镇级行政单位。

## 行政区划
2015年，祁阳县调整乡镇行政区划。获得湖南省人民政府的批准后，11月24日，永州市人民政府下发永政函〔2015〕216号文件。将内下乡并入八宝镇。当时，共辖46个建制村，以及蒲墉、八宝、中仁、黄市4个社区。八宝镇人民政府驻地仍在八宝社区。
现八宝镇下辖以下地区：
八宝社区、浦塘社区、中仁社区、黄市社区、金江村、新建村、古桥村、清塘村、田岭村、大坪村、砖塘村、星燎村、火田村、荣华村、栗山铺村、四木村、高潮村、蕉溪村、合力村、中心村、和平村、同心村、大众村、龙华村、林场村、双二村、泥塘村、财源村、双一村、公坪村、隆兴村、高兴村、大源村、龙潜村、黄河村、天星村、黄家渡村、农科村、双合村、桅子村、坪山村、下龙村、幸福村、山背村、龙桥村和月泉村。